# Evangelický kostel (Roudnice nad Labem)
Evangelický kostel je sakrální budova z počátku 20. století v Roudnici nad Labem. Kostel postavený v modernistickém stylu s prvky secese je památkově chráněný od roku 1993.

## Historie
Poprvé byla kazatelská stanice evangelického reformovaného sboru z Krabčic zřízena v Roudnici nad Labem v letech 1868–1875, farářem v té době byl Václav Šubert (1825–1885). V roce 1875 zanikla, obnovena byla roku 1897.[chybí lepší zdroj]

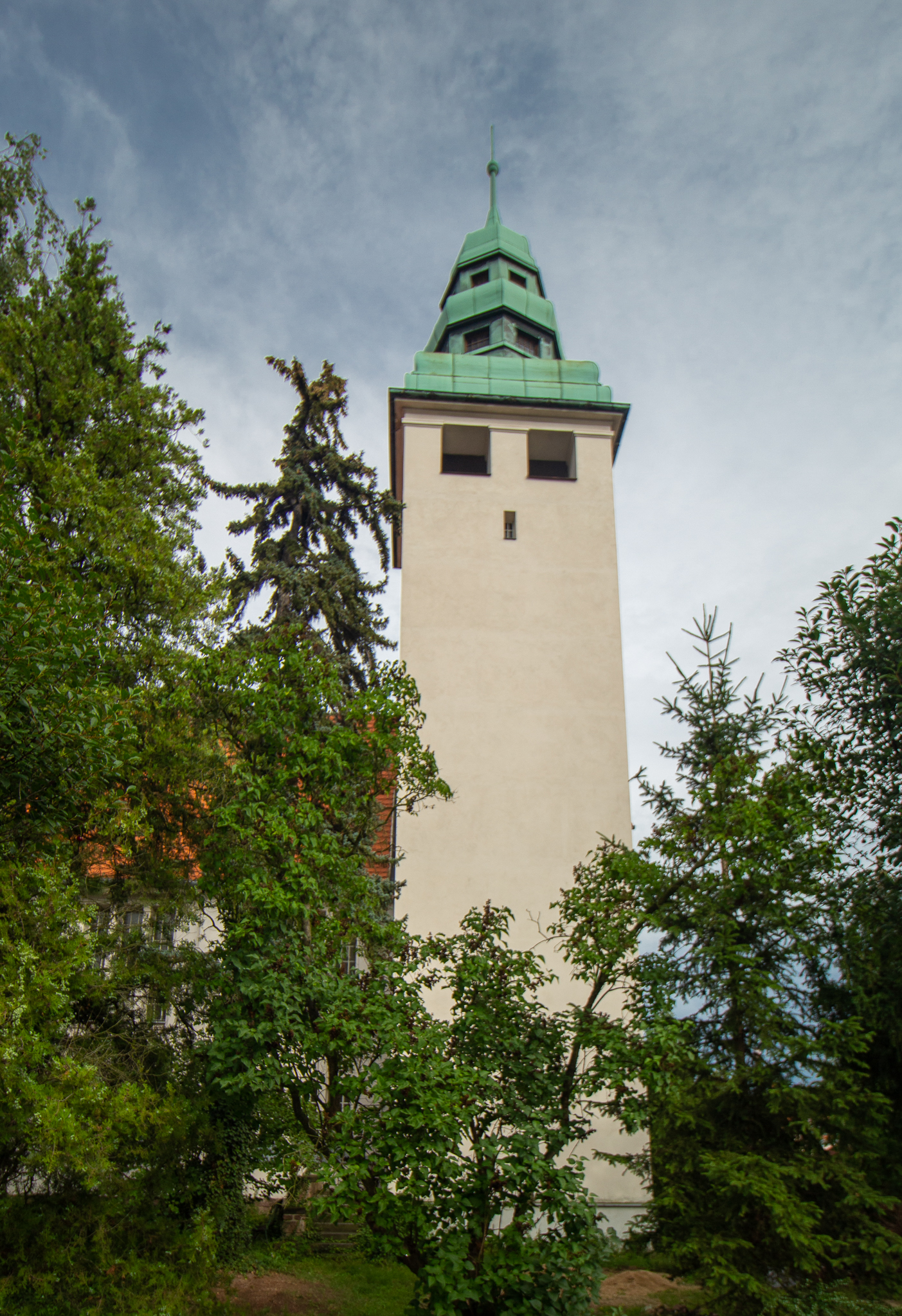
Evangelický kostel, věž kostela

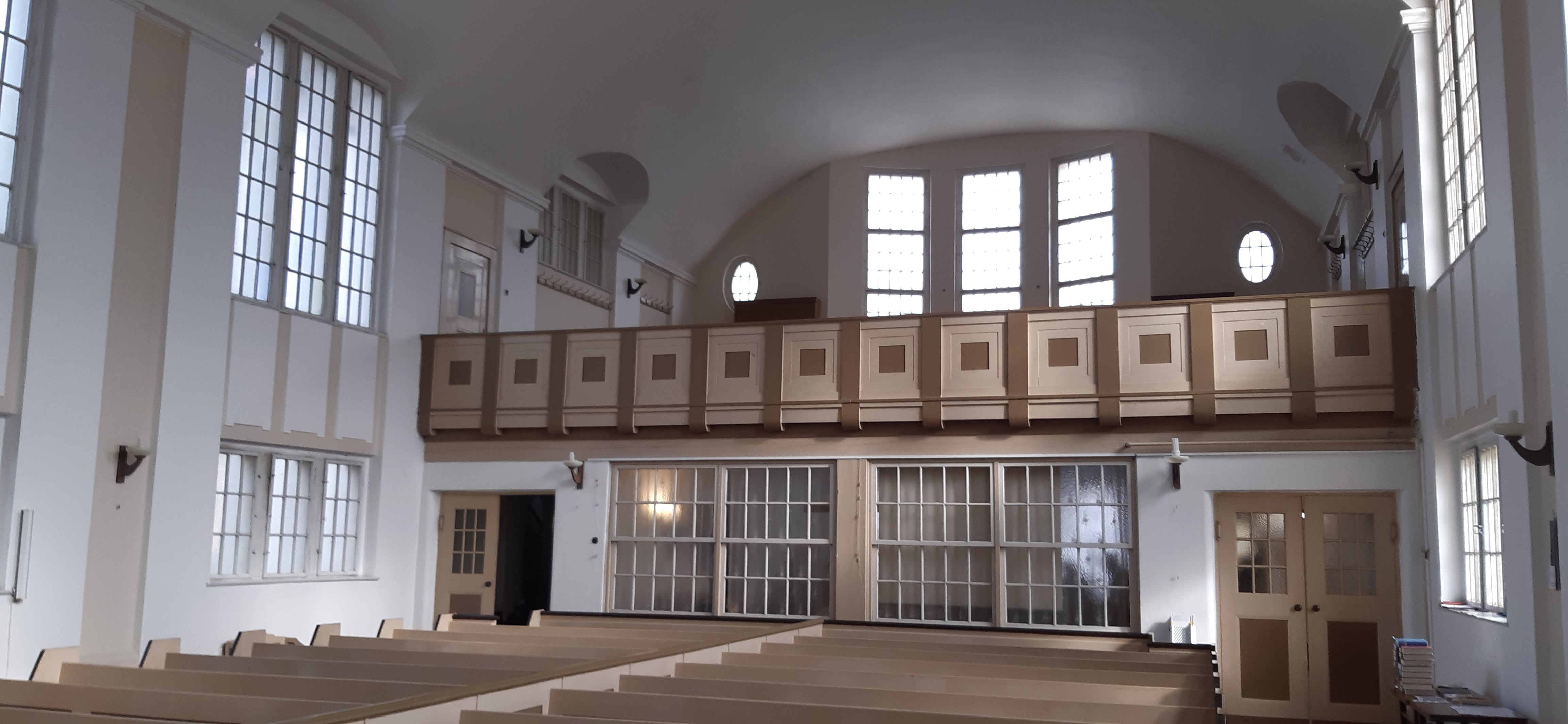
Roudnice nad Labem, interiér evangelického kostela

Po dokončení stavby kostela a jeho otevření se 9. února 1910 v Roudnici nad Labem ustavil filiální sbor zásluhou krabčického faráře Eduarda Gustava Adolfa Molnára (1859–1927).
V roce 1919 byla nedaleko kostela zakoupena secesní vila a upravena na faru. Vzápětí vznikl samostatný sbor Českobratrské církve evangelické a dosavadní krabčický farář (1913–1920) Bedřich Jerie (1885–1965) byl zvolen prvním roudnickým evangelickým farářem (1920–1923).
Členové sboru již od roku 1900 zvažovali stavbu vlastního kostela, pro kterou byl založen zvláštní fond. Úvahy byly mj. podníceny příslibem finančního daru z Německa, kde duchovní Zimmermann organizoval finanční sbírky. Dárkyně z Porýní se rozhodly darovat na stavbu 10 000 marek. Podmínkou bylo, že kostel bude postaven podle plánu německého architekta; vybrán byl Augustin Otto Kuhlmann z Berlína-Charlottenburgu.
Sbor zakoupil stavební pozemek v nynější Aleji 17. listopadu. Stavba podle Kuhlmannova projektu byla zahájena 30. července 1908. Realizovala ji roudnická stavební firma Kohlík-Plechatý, která zakázku dokončila v roce 1909. Rozpočet činil 45 000 korun, ale prostavěno bylo 72 000 korun. Finanční prostředky nestačily na původně plánovanou věž ani na budovu fary.
Kostel byl slavnostně otevřen 10. října 1909. Bylo rozhodnuto na počest Jana Husa kostel pojmenovat Chrámem Betlémským.
Na vchodem byla v roce 1915 umístěna kovová deska s reliéfní podobiznou Jana Husa a textem „Hledej pravdu, slyš pravdu, uč se pravdě, miluj pravdu, prav pravdu, drž pravdu, braň pravdy až do smrti. Jan Hus 1415–1915“, kterou věnovali vděční evangelíci.
Teprve v roce 1938 bylo rozhodnuto o přistavění věže u boku chrámu a jejím osazení třemi zvony. Věž postavila roudnická firma Hádl-Hájek dle návrhu architekta Bohumíra Kozáka, autora několika evangelických kostelů a modliteben v Praze, evangelických kostelů v Čáslavi, Poličce nebo Prostějově. Bohumír Kozák byl synem Františka Kozáka, faráře v Čáslavi. Zvony odlila zvonařská firma Rudolf Matoušek st. v Brně.
Věž i se zvony měla být hotova k výročí 28. října 1938, ale vzhledem k politickým událostem nebyl termín dodržen. Zvony byly dodány později a na věž vyzvednuty 21. prosince 1938. Poprvé se rozezněly o vánočních svátcích 1938.
V průběhu druhé světové války musely být všechny tři zvony odevzdány pro válečné účely, dva byly zrekvírovány. Podařilo se zachránit a na věž vrátit jen nejmenší, na kterém je vyryto věnování k 20. výročí Československé republiky a je na věži dodnes. Chrám byl opravován v roce 1957, částečnou rekonstrukcí prošel v roce 1998.

## Popis

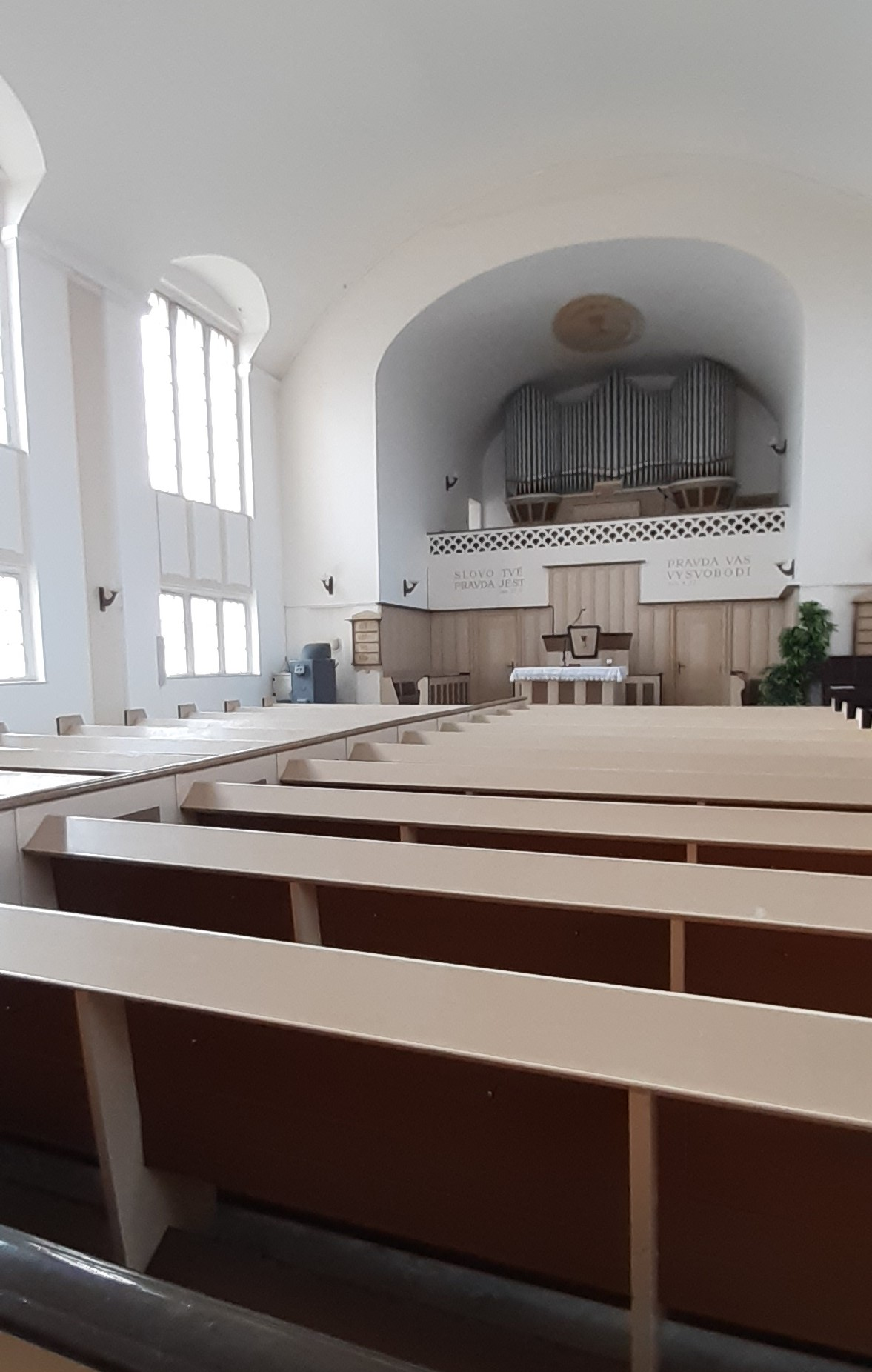
Interiér evangelického kostela, varhany

Kostel je cenným příkladem sakrální architektury počátku 20. století. Jednolodní podélná stavba s výrazně vypouklým průčelím byla postavena ve stylu moderny s prvky secese s historizujícími motivy a výraznými národními prvky. Exteriér i interiér má náročné architektonické řešení. Hlavní sál je silně prosvětlen vysokým počtem velkých oken, okenní skla jsou rozdělena tabulkami.
Ve dvacátých letech 21. století byl kostel nově ozvučen a byly rekonstruovány varhany. Současně je revitalizována zahrada kolem kostela. Kromě nedělních bohoslužeb je kostel využíván ke koncertům, výstavám a kulturním akcím Večer s hostem.